# Borongan
Borongan is een stad in de Filipijnse provincie Eastern Samar op het eiland Samar. Bij de laatste census in 2007 had de stad ruim 59 duizend inwoners.

## Geschiedenis
Op 16 maart 2007 werd de wet aangenomen die de gemeente Borongan in een stad omvormde. Op 20 juni 2007 werd dit middels een volksraadpleging bekrachtigd. Deze omvorming tot stad werd twee jaar later, door een beslissing van het Filipijns hooggerechtshof op 21 mei 2009, als ongrondwettelijk bestempeld en weer ongedaan gemaakt. Eind 2009 kwam het hooggerechtshof echter weer terug op deze beslissing naar aanleiding van het ingediende bewaarschrift.

## Geografie

### Bestuurlijke indeling
Borongan is onderverdeeld in de volgende 61 barangays:
| - Alang-alang - Amantacop - Ando - Balacdas - Balud - Banuyo - Baras - Bato - Bayobay - Benowangan - Bugas - Cabalagnan - Cabong - Cagbonga - Calico-an - Calingatngan - Camada - Campesao - Can-abong - Can-aga - Canjaway | - Canlaray - Canyopay - Divinubo - Hebacong - Hindang - Lalawigan - Libuton - Locso-on - Maybacong - Maypangdan - Pepelitan - Pinanag-an - Punta Maria - Purok A - Purok B - Purok C - Purok D1 - Purok D2 - Purok E - Purok F | - Purok G - Purok H - Sabang North - Sabang South - San Andres - San Gabriel - San Gregorio - San Jose - San Mateo - San Pablo - San Saturnino - Santa Fe - Siha - Sohutan - Songco - Suribao - Surok - Taboc - Tabunan - Tamoso |

## Demografie
Borongan had bij de census van 2007 een inwoneraantal van 59.354 mensen. Dit zijn 4.213 mensen (7,6%) meer dan bij de vorige census van 2000. De gemiddelde jaarlijkse groei komt daarmee uit op 1,02%, hetgeen lager is dan het landelijk jaarlijks gemiddelde over deze periode (2,04%). Vergeleken met de census van 1995 is het aantal mensen met 10.716 (22,0%) toegenomen.
De bevolkingsdichtheid van Borongan was ten tijde van de laatste census, met 59.354 inwoners op 475 km², 125 mensen per km².
Arteche · Balangiga · Balangkayan · Borongan · Can-avid · Dolores · General MacArthur · Giporlos · Guiuan · Hernani · Jipapad · Lawaan · Llorente · Maslog · Maydolong · Mercedes · Oras · Quinapondan · Salcedo · San Julian · San Policarpo · Sulat · Taft